# Mullingar

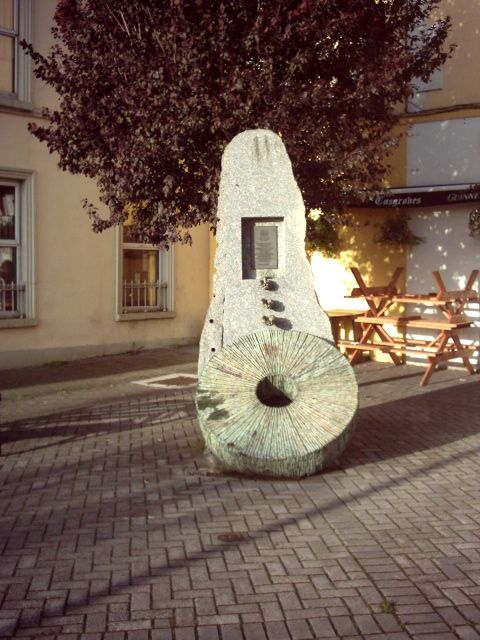
An Muileann gCearr

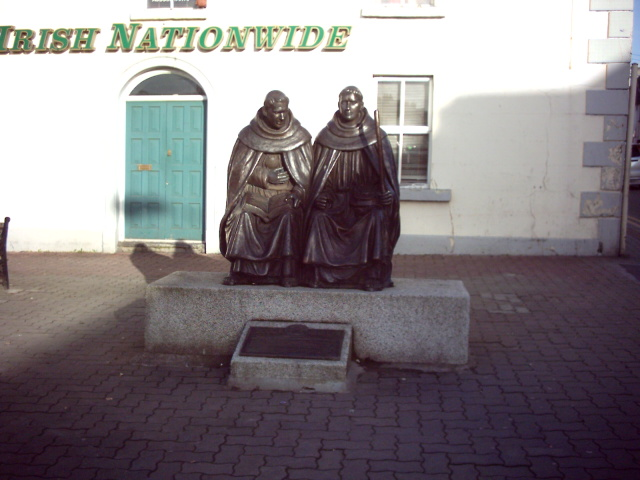
Austin Friars

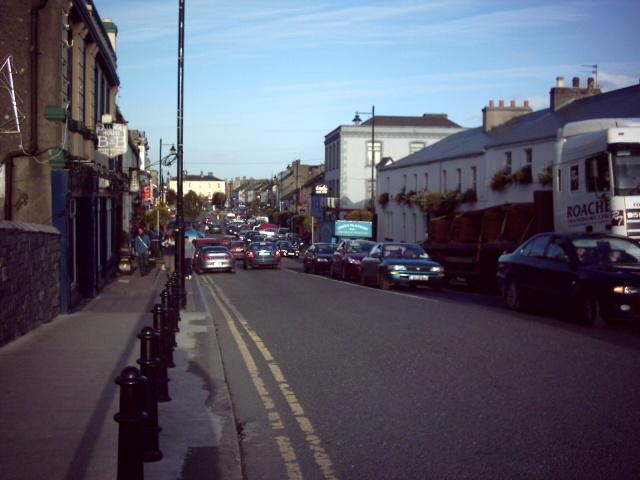
Strada Bothar Mor

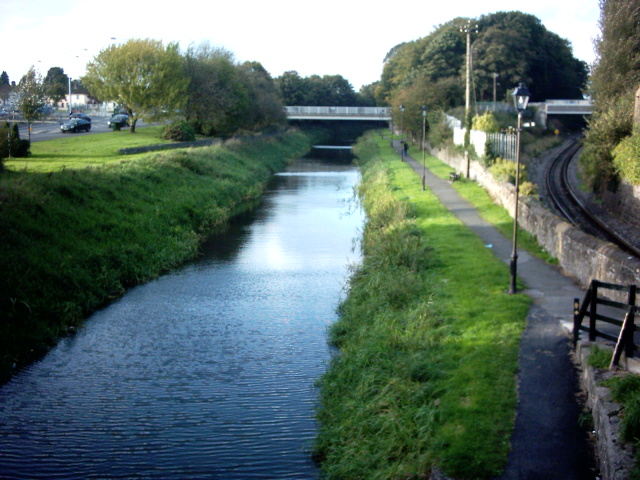
Canal la An Muileann gCearr

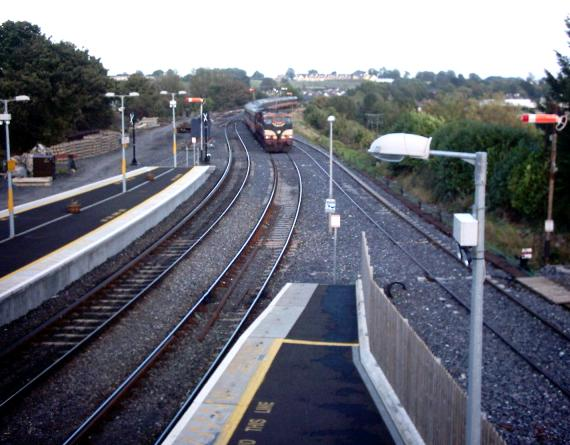
Trenul Dublin-Mullingar

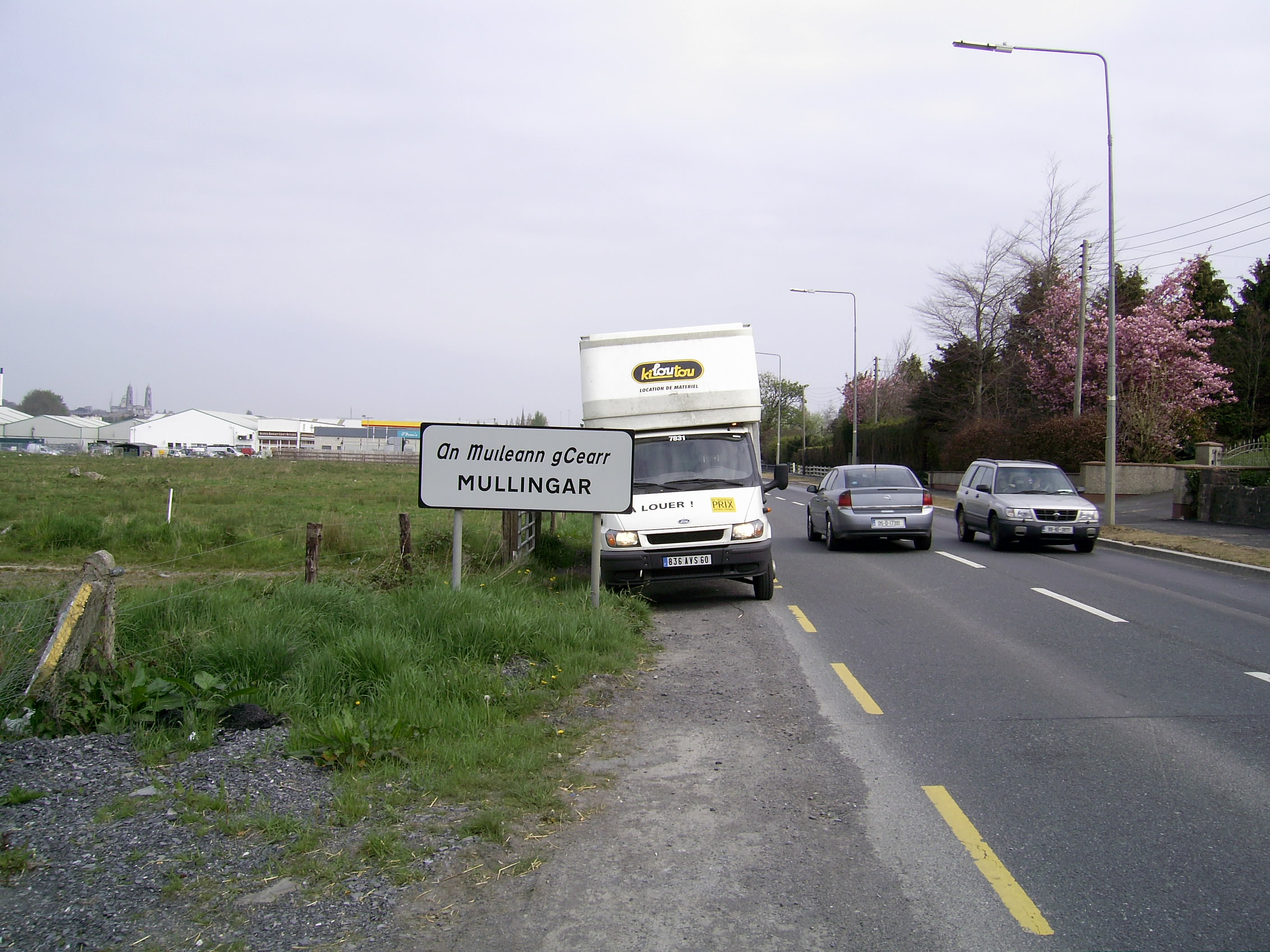
An Muileann gCearr (Mullingar)

Mullingar (în irlandeză An Muileann gCearr) este un oraș în Irlanda, la 80 kilometri de Dublin.
Acest oraș este centrul administrativ al comitatului Westmeath din Irlanda și sediul diocezei catolice Meath. La recensământul din 2006, orasul avea 18 529 locuitori, și era cel mai mare din comitatul Westmeath. Orașul dispune de biblioteci, școli secundare, gimnazii, centru cultural, o gară și un stadion, Cusack-park.
Renumit pentru târgul de vite, orașul a dat nastere expresiei irlandeze „a avea glezne ca o junincă de Mullingar” (remarcă ironică despre tinerele fete cu gleznele groase).
Cântăreții Niall Horan, Joe Dolan și frații Swarbrigg, precum și Michael O'Leary de la Ryanair locuiesc la Mullingar. Împrejurimile orasului sunt celebre pentru lacurile lor: Lough Owel, Lough Ennell, Lough Lene și Lough Derravaragh care atrag pescarii cu undița, amatorii de sporturi acvatice și de plimbări în natură.
Lacurile Lough Derravaragh și Lough Lene sunt cele mai cunoscute, pentru referința la legenda irlandeză a copiilor regelui Lir. Transformați în lebede, copiii regelui Lir au trăit trei sute de ani pe lacul Lough Derravaragh, în cursul tragicelor lor peripeții.
Recent, obiectele de metal ale uzinei Mullingar Pewter, situată langa oras, au devenit unul dintre exporturile principale ale orasului Mullingar. Sculpturi de talie mică, numite «pelerini»,care tronează în vitrinele diferitelor magazine din Austin Friers street sunt de asemenea cunoscute în întreaga lume.
Dintre monumentele istorice face parte mănăstirea Augustinilor, a cărei confrerie a dispărut. Vezi, de asemenea Fore Abbey.
Orașul are doua ziare: Westmeath Topic, și Westmeath Examiner, ultimul cu cel mai mare tiraj din comitatul Westmeath în al doilea semestru 2006.

## Istorie
Orașul Mullingar a fost fondat ca atare de către normanzi, acum 800 de ani. Dar așezări omenești sunt atestate, pe acest teritoriu, încă de la sfârșitul epocii bronzului, în urmă cu 3 000 de ani.
Ceea ce este azi strada principală a orașului Mullingar făcea parte dinrt-o arteră est-vest ce exista încă în perioada pre-creștină.
Cea mai veche construcție de piatră ce a rămas până astăzi în Mullingar, este o subterană datând din secolul VII sau VIII.
Au existat mănăstiri creștine importante ale noii biserici, la Lough Ennell si la Lough Owel, legate de sfântul Colmán si sfântul Loman.
Numele, Mullingar, an Muileann gCearr, "moara din stânga" se referă la un miracol al sfântului Colmán. Mullingar se afla în apropierea fortului regal al lui Malachi II (bunicul lui Melaghlin sau Malachy), mare rege al Irlandei între 1014 si 1022.
Monede găsite în Lough Ennell indică de asemenea prezența vikingilor în zona Mullingar, în urmă cu 1.000 de ani.
Orașul normand Mullingar a fost fondat de către familia Petit în ultimele decenii ale secolului al XII-lea. Așezările normande erau reprezentate de un manoar și un oraș cu castel, o biserică parohială, mănăstirile augustină și dominicană, un spital și un frankhouse. Populația era constituită dintr-un amestec de imigranți galezi, irlandezi, francezi, englezi, flamanzi și bretoni.
Mullingar era un loc de popas important pentru călători și comercianți, iar cimitirul augustin descoperit recent dovedește că persoane din Mullingar au făcut pelerinaje la Santiago de Compostela în Spania, în urmă cu circa 600 ani.
In 1542 Henry VIII a făcut din Westmeath un comitat și Mullingar a devenit unul dintre orașele acestuia. În domnia lui Henry a avut loc de asemenea disoluția celor două mănăstiri din Mullingar și apariția unei comunități protestante în oraș. Mullingar a suferit mult de incursiunile irlandeze si de epidemii.
In 1575 populația a fost decimată de ciumă, iar în 1597 orașul a fost ars complet de către clanul O'Neill. În secolul al șaptesprezecelea colonizarea organizată de Cromwell a deposedat multe vechi familii engleze de pământurile lor, fiind înlocuite de noi coloniști englezi si scoțieni.
Multe familii din Mullingar făceau parte dintre miile de catolici irlandezi care au emigrat pe continentul european. Armata williamită a ocupat Mullingar și a constituit un stoc de arme si provizii pentru campania contra iacobiților.
În secolul al optsprezecelea, Mullingar era un centru important de vânzare a lânii și a negoțului cu vite. Orașul atrăgea vânzători și cumpărători din toată Irlanda și chiar de mai departe. Orașul a fost reconstruit după un incendiu dezastruos în 1747 și a atins un anume grad de prosperitate. Majoritatea populației era catolică si în anii 1760, în ciuda legilor penale, locuitorii au construit o capelă parohială acoperită cu ardezie fină. Exista de asemenea o biserică a Church of Ireland, la începutul anilor 1800, precum și câteva lăcașuri presbiteriene și metodiste.
Către sfârșitul secolului al optsprezecelea, s-au construit multe locuințe, pentru cei din înalta societate protestantă, în împrejurimile lui Mullingar. Cea mai rafinată dintre aceste rezidențe era Belvedere (deschisă în prezent publicului). Se găsesc de asemenea alte construcții importante, locuințe particulare etc. Secolul al nouăsprezecelea a adus o revoluție a transportului în oraș, cu apariția unui canal, Royal Canal, în 1806 și a căii ferate în 1848. Mullingar era de asemenea o haltă importantă de poștă și de diligențe.
Revolta clasei de mijloc catolice și activismul preoților catolici a dus la edificarea unei catedrale în 1836 și la întemeierea de școli de către asociațiile religioase Loreto, Presentation precum și de confreria creștină zisă Christian Brothers.
Exista, de asemenea, o biserică aparținând de Church of Ireland (protestanți din Irlanda).
În secolul al nouăsprezecelea Mullingar era un centru militar important, cu multe regimente ale armatei britanice, staționate în oraș. Unii soldați s-au căsătorit cu femei din Mullingar și s-au stabilit în centrul orașului, aproape de cazarmă. Armata a furnizat, de asemenea, locuri de munca deloc neglijabile, pentru oamenii din regiune și pentru lucrătorii din Mullingar. Acești oameni au servit apoi peste tot în Marea Britanie.
In 1858 seniorul Greville a cumpărat orașul și familia lui l-a deținut până în anii 1920. În 1868 Greville a obținut drepturile asupra orașului, din partea ministerului războiului, pentru 10 000 000 de ani – contractul cu termenul cel mai lung din lume.
Pe lângă o catedrală, cazărmi militare, o gară și un canal, Mullingar din anii 1800 mai are o infirmerie, un workhouse, o închisoare, un tribunal, o piață acoperită, un oficiu poștal și posturi de poliție. Există și o pistă pentru cursele de cai. Orașul era iluminat cu gaz începând din 1859, iar în 1853 a fost deschis un birou de telegraf. Comisariatele orașului Mullingar au fost fondate in 1856. O mică farmacie a fost deschisă în 1850, ca și spitalul de psihiatrie Saint Loman.
Sporturile practicate în această epocă de către locuitori erau rugby, crichet, fotbalul gaelic și hurling.
Confreriile, cluburile de temperanță, francmasoneria și forestiers animau viața socială.
Pe de altă parte, sărăcia făcea parte din viața reală a orașului Mullingar din secolul al XIX-lea. Existau multe locuințe sărace și epidemii periodice de holeră și de alte boli. Lipsa de locuri de muncă și ravagiile foametei din 1846-1849 au dus la amplificarea emigrării în America, Argentina, Australia, Canada, Europa, în Franța, și mai ales în Marea Britanie.
Schimbarea practicilor agricole, recesiunea și legile agrare injuste, Penal Law, au dus la multe expulzări și multă violență în diferite locuri din zona rurală (hinterland) în anii 1860 - 1870.
Distincția între centrul orașului, cartierele mărginașe și regiunea rurală nu este perceptibilă în cursul istoriei, pentru că în Irlanda nu au existat ziduri de demarcație. Oamenii din zona rurală se identificau tot atât de bine cu satul lor, ca și cu orașul dominant din vecinătate.
Secolul al XX-lea a început cu apariția primelor automobile și a luminii electrice la Mullingar. Scriitorul James Joyce a vizitat orașul în 1900 și a lăsat impresiile sale despre Mullingar în romanele Stephan Hero și Ulysses. Jonathan Swift a descris Lough Ennell.
În timpul Primului Război Mondial, mulți oameni din Mullingar au servit în forțele armate și mulți au fost răniți sau au murit la Verdun sau în alte locuri din Franța. Orașul a fost o sursă importantă de formatiuni militare.
În timpul răscoalei din 1916-1921 mulți locuitori din Mullingar, oraș în mare parte naționalist, au participat la lupta pentru autonomia Irlandei. Între acestia, Sean McEoin, a fost rănit de un glonte încercând să scape de arestare în 1921.
La începutul lui 1922 armata britanică a părăsit definitiv orașul Mullingar și armata irlandeză a ocupat cazărmile. Mullingar va rămâne o garnizoană importantă tot restul secolului. Primii Gardaí au sosit la sfârșitul anului 1922. Mullingar a scăpat de cele mai rele momente ale războiului civil irlandez din 1922-23, cu toate că a fost un anume număr de morți și de incidente serioase.

## Legături externe
- Westmeath County Council
- history/families/geogheganfamily.htm Irish Midland History[nefuncțională]
- Histoire de Mullingar en anglais Arhivat în 20 noiembrie 2008, la Wayback Machine.